# Zimtenga
Zimtenga là một tổng của tỉnh Bam ở đông bắc Burkina Faso. Thủ phủ của tổng này là thị xã Zimtenga. Theo điều tra dân số năm 1996, tổng này có dân số 21.879.

## Các thị xã và các làng
•  Thị xã Zimtenga • Bangrin • Bargo • Batanga • Bayendfoulgo • Bonda • Dénéon • Dougré • Douré • Kalagré-mossi • Kalagrérimaïbé • Kargo, Burkina Faso • 
Kayon • Kiendyendé • Konkin Foulgo • Konkin Moogo • Komsilga • Loa • Minima • Moméné • Niniongo • Nordé • Paspanga • Pissi • Rakoegtanga • Rolga • Romtanghin • Singa-Mossi • Singa-Rimaïbé • Sissin • Tampèlga, Zimtenga • Tankoulounga • Toéssin, Zimtenga • Yalgatinga • Gasdonka • Kalagré-Foulbé • Kaokana-Peulh • Wattigué • Pètakakisgou • Siguinvoussé • Songédin Yarcé